# Rheintal Duathlon

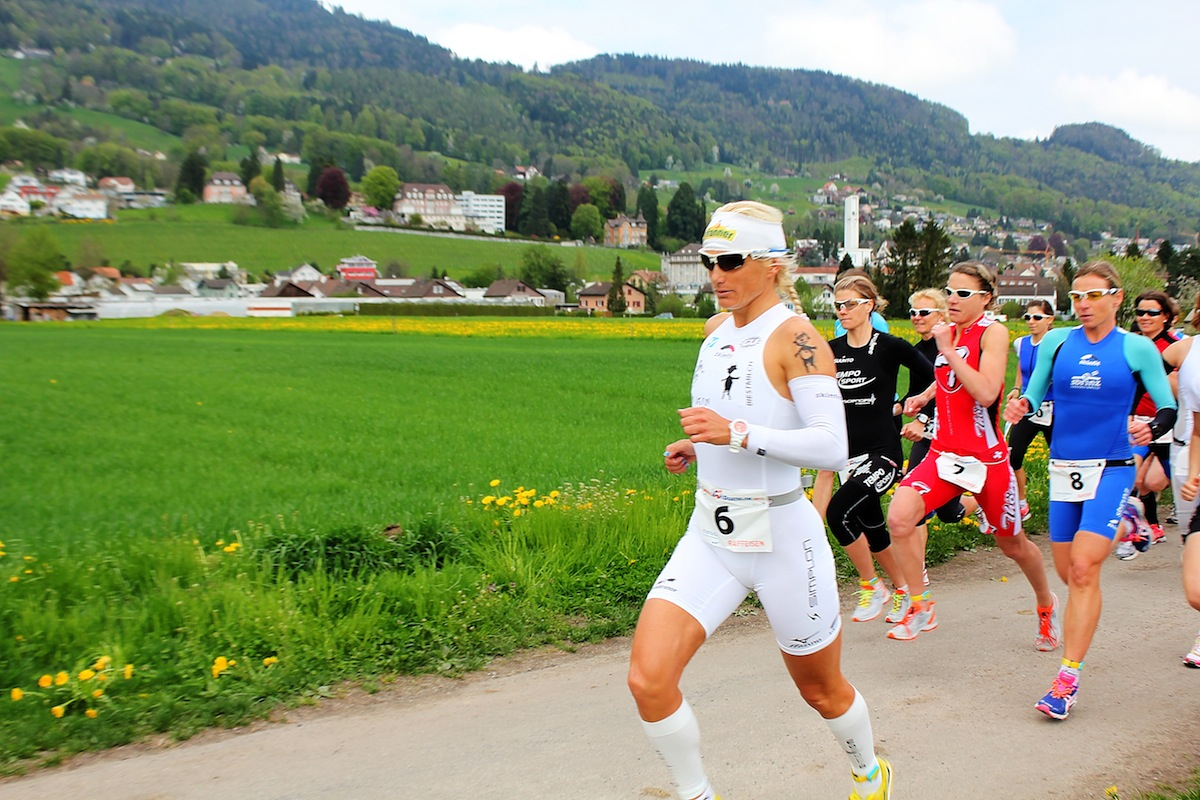
Die Spitze des Damenfeldes mit der Führenden Yvonne van Vlerken kurz nach dem Startschuss, 2013

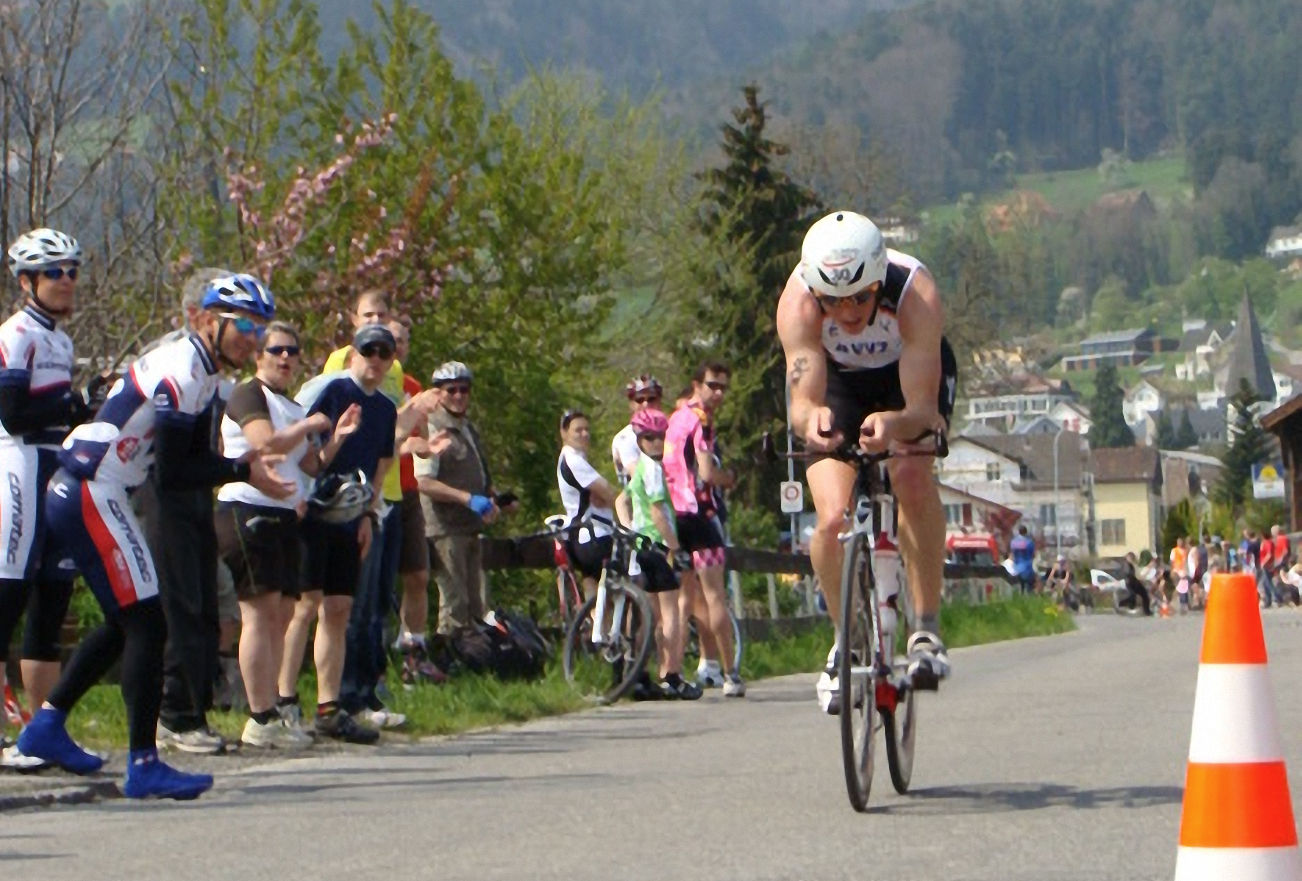
Ronnie Schildknecht auf der Radstrecke, 2010

Der Rheintal Duathlon war eine von 2007 bis 2018 ausgetragene Duathlon-Veranstaltung in Marbach im St. Galler Rheintal in der Schweiz.

## Organisation
Der Rheintal Duathlon wird seit 2007 in jeweils am letzten April-Wochenende ausgetragen. 2007 wurde dieser Duathlon als Ersatz für den nicht ausgetragenen Rheintaler Triathlon Rhyathlon durchgeführt.
Seit seiner zweiten Durchführung 2008 zählt der Rheintal Duathlon zum Swiss Triathlon Duathlon Cup. Erstmals floss dieser 2009 bei der Cup-Punktewertung als Nationale Veranstaltung ein. Diese Sportveranstaltung gilt auch als Vorarlberger Landesmeisterschaft im Duathlon. Ramon Hüppi ist OK-Präsident des Rheintal Duathlon.
Bei den Frauen konnte die in Österreich lebenden niederländischen Duathletin und Triathletin Yvonne van Vlerken im April 2015 das Rennen für sich entscheiden – und damit hier bereits sechsmal gewinnen. Der mehrfache Triathlon-Schweizermeister und WM-Vierte aus 2008 Ronnie Schildknecht konnte 2015 hier das fünfte Mal gewinnen.
Am 24. April 2016 fand dieses Rennen zum zehnten Mal statt und es wurden nach 2011 und 2013 hier erneut die Schweizer Duathlon-Meisterschaften ausgetragen.
Mit 344 Klassierten wurde 2017 ein neuer Teilnehmerrekord erreicht. Nach der zwölften Austragung im April 2018 mit knapp 350 Teilnehmern wurde bekannt gegeben, dass der Anlass nicht mehr weiter geführt werden soll und im November wurde das Ende dieses Anlasses bestätigt.

## Ergebnisse
Bei dieser Mehrkampfsportart ging die Hauptdistanz über die folgenden Distanzen: Erster Lauf 4 km, Radstrecke 17,5 km und zweiter Lauf 4 km
| Datum/Jahr    | Erster Platz            | Zweiter Platz     | Dritter Platz       |
| ------------- | ----------------------- | ----------------- | ------------------- |
| 29. Apr. 2018 | Fabian Zehnder          | Felix Köhler      | Valentin Fridelance |
| 30. Apr. 2017 | Felix Köhler -2-        | Fabian Zehnder    | Rolf Wermelinger    |
| 24. Apr. 2016 | Felix Köhler            | Stephan Wenk      | Martin Bader        |
| 26. Apr. 2015 | Ronnie Schildknecht -5- | Konstantin Häcker | Jan van Berkel      |
| 27. Apr. 2014 | Jan van Berkel          | Paul Reitmayr     | Martin Bader        |
| 28. Apr. 2013 | Andy Sutz -2-           | Matthias Buxhofer | Marc Widmer         |
| 29. Apr. 2012 | Ronnie Schildknecht -4- | Matthias Buxhofer | Marc Widmer         |
| 25. Apr. 2011 | Ronnie Schildknecht -3- | Andy Sutz         | Matthias Buxhofer   |
| 25. Apr. 2010 | Ronnie Schildknecht -2- | Andy Sutz         | Stephan Wenk        |
| 25. Apr. 2009 | Ronnie Schildknecht     | Andy Sutz         | Stefan Riesen       |
| 27. Apr. 2008 | Andy Sutz               | David Senn        | Matthias Buxhofer   |
| 29. Apr. 2007 | Lukas Gehring           | Jonas Baumann     | Roger Burri         |

| Schweizer Duathlon-Staatsmeisterschaft auf der Kurzdistanz |

| Jahr | Erster Platz           | Zweiter Platz        | Dritter Platz        |
| ---- | ---------------------- | -------------------- | -------------------- |
| 2018 | Melanie Maurer         | Martina Krähenbühl   | Daniela Schwarz      |
| 2017 | Martina Kunz           | Emma Pooley          | Bianca Steurer       |
| 2016 | Petra Eggenschwiler    | Nina Brenn           | Melanie Maurer       |
| 2015 | Yvonne van Vlerken -6- | Martina Kunz         | Petra Eggenschwiler  |
| 2014 | Yvonne van Vlerken -5- | Anna Halász          | Nicole Klingler      |
| 2013 | Yvonne van Vlerken -4- | Anna Halász          | Jacqueline Uebelhart |
| 2012 | Yvonne van Vlerken -3- | Carmen Bucher        | Ladina Buss          |
| 2011 | Yvonne van Vlerken -2- | Nicole Klingler      | Jacqueline Uebelhart |
| 2010 | Martina Krähenbühl     | Jacqueline Uebelhart | Carolin Dür          |
| 2009 | Yvonne van Vlerken     | Nicole Klingler      | Jacqueline Uebelhart |
| 2008 | Nicole Klingler        | Tamara Toubazis      | Maja Jacober         |
| 2007 | Tamara Toubazis        | Iris Bechtiger       | Deborah Balz         |

## Kategorien

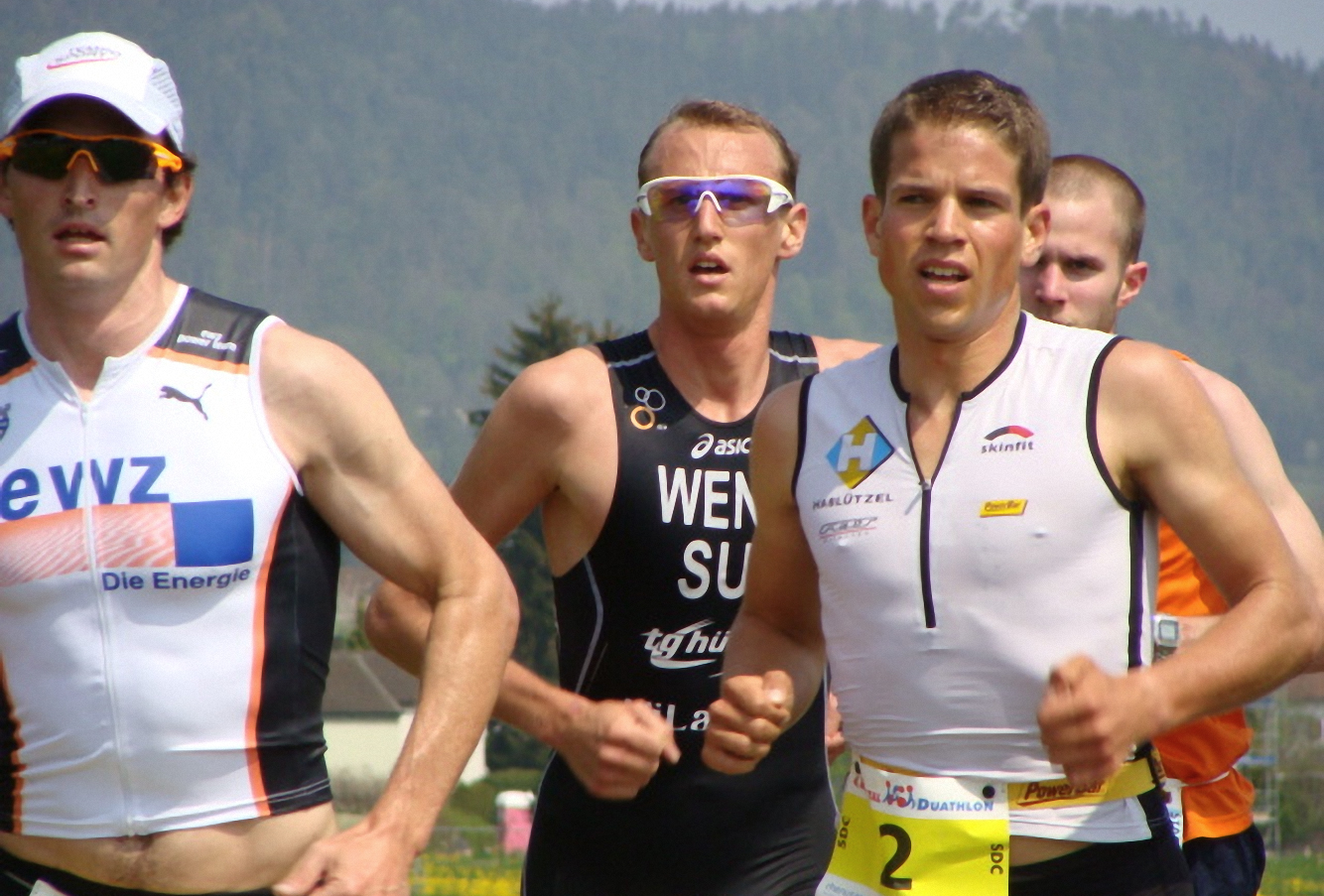
Spitze der Laufstrecke (2010)

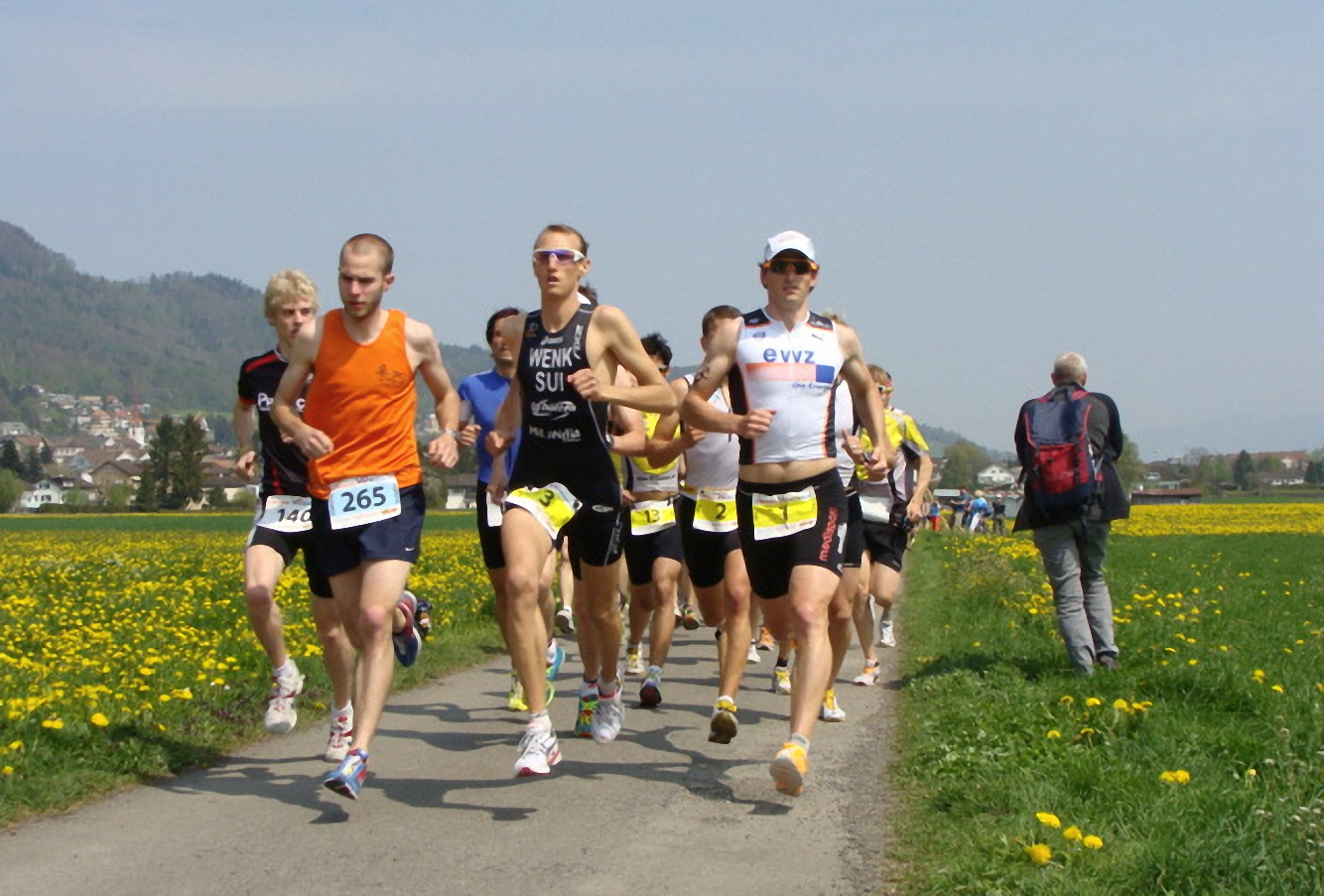
Start der ersten Laufstrecke (2010)

Gestartet wird in verschiedenen Klassen über verschiedene Distanzen: 
| Kategorie            | Distanzen [km] |
| -------------------- | -------------- |
| Kids 5–9             | 0,3 - 1 - 0,1  |
| Schüler 10–11        | 1 - 4 - 1      |
| Schüler 12–13        | 1 - 4 - 1      |
| Jugend 14–15         | 2 - 8 - 2      |
| Jugend 16–17         | 2 - 8 - 2      |
| Junioren 18–19       | 4 - 17.5 - 4   |
| Altersklasse 20–34   | 4 - 17.5 - 4   |
| Altersklasse 35–44   | 4 - 17.5 - 4   |
| Altersklasse 45–54   | 4 - 17.5 - 4   |
| Altersklasse 55 ++   | 4 - 17.5 - 4   |
| Stafette klein 10–15 | 2 - 8 - 2      |
| Stafette gross 16 ++ | 4 - 17.5 - 4   |
| Plausch open         | 2 - 8 - 2      |

(Der entsprechende Altersbereich ist in der Kategoriebezeichnung integriert)